# 最上地方
| 最上地方のデータ |                                                  |
| 面積             | 1,803.62 km2 （全県比：19.3%） （2009年10月1日） |
| 国勢調査         | 84,319 人 （全県比：7.2%） （2010年10月1日）     |
| 推計人口         | 63,981 人 （全県比：6.4%） （2025年3月1日）      |

山形県 地域区分図
■橙：村山地方■青：最上地方■緑：置賜地方■紫：庄内地方

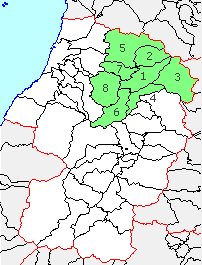
最上地方の自治体
1. 新庄市2. 金山町3. 最上町4. 舟形町5. 真室川町6. 大蔵村7. 鮭川村8. 戸沢村

最上地方（もがみちほう）は、東北地方の一角で、山形県内陸部の新庄市および最上郡に当たる地域を指す。

## 概要
古代には、現在の最上地方と村山地方の双方で「最上郡」と呼ばれており、886年（仁和2年）、最上郡は南の最上郡と北の村山郡の南北2郡に分割された。当初、両郡の位置関係は現在とは逆であり、現在の最上地方は村山郡に属した。近世初期に両郡が入れ替えられ、現在のように北が最上郡、南が村山郡となった。各々の郡は後に最上地方と村山地方と呼ばれるようになった。ただし、現在でも、学区や信用金庫の営業地域等で、最上地方と北村山地方（東根市以北）を一まとめにする場合があり、最北地区もしくは北郡（きたぐん）と呼ばれることがある。
最上地方には、新庄市を中心とした新庄都市圏が認められる。

## 地理
- 最上郡は、新庄市を中心とした一帯であり、日常的な生活圏の名称として定着している。また、山形県の最上総合支庁の管轄地域でもある。
- 山形県を縦貫する最上川の中流部で、南方から流れる最上川が、西方に転じる。新庄盆地や最上盆地があり、四方を奥羽山脈や神室連峰などの山に囲まれる。
- 国道13号や奥羽本線が南北に縦断し、陸羽東線・陸羽西線や国道47号が東西に縦断する。また、1999年に山形新幹線が延伸され、新庄駅が新たな終着駅になっている。
- 盆地であるため、一年・一日の寒暖の差が大きい。湿気も高い傾向にある。冬には日本海からの季節風の影響で雪が多く、豪雪地帯として知られる。
- 8月下旬の新庄祭の頃にはススキが目立つようになり、「ススキ前線」が発生する場所といわれる。
- 最上地方には巨木が多く、実測で日本一の巨木が10種類以上、環境庁が認定した巨木が160本あまりもある「日本一の巨木の里」である。最近、グリーンツーリズムの一環としての巨木探訪ツアーが多く開催されている。

## 文化
江戸時代を通じて、新庄藩が一帯を領有したため、独特の藩政文化が育まれた。郷土料理や方言などでは、山形市や米沢市などとは異なる文化を持つ（参照：新庄弁）。

## 市町村
※新庄市および最上郡各町村で「最上広域市町村圏事務組合」を構成している。
- 新庄市
- 最上郡
  - 金山町 - 最上町 - 舟形町 - 真室川町 - 大蔵村 - 鮭川村 - 戸沢村

### 派遣交流地域
- 沖縄県中部広域圏事務組合[注釈 1]

## 都市圏

### 都市圏の変遷
新庄都市圏の都市雇用圏（10% 通勤圏）の人口は約8万人。以下の1市4町3村は、最上地方を構成する全ての自治体であり、最上総合支庁が管轄している。
- 10% 通勤圏に入っていない町村は、各統計年の欄で灰色かつ「-」で示す。

| 自治体 ('80 - '00) | 1980年                | 1990年                | 1995年                | 2000年                | 2005年                | 2010年                | 自治体 （現在） |
| ------------------ | --------------------- | --------------------- | --------------------- | --------------------- | --------------------- | --------------------- | --------------- |
| 最上町             | -                     | -                     | -                     | -                     | 新庄 都市圏 9万0740人 | 新庄 都市圏 8万4319人 | 最上町          |
| 新庄市             | 新庄 都市圏 9万1411人 | 新庄 都市圏 8万9673人 | 新庄 都市圏 8万7592人 | 新庄 都市圏 8万3909人 | 新庄 都市圏 9万0740人 | 新庄 都市圏 8万4319人 | 新庄市          |
| 金山町             | 新庄 都市圏 9万1411人 | 新庄 都市圏 8万9673人 | 新庄 都市圏 8万7592人 | 新庄 都市圏 8万3909人 | 新庄 都市圏 9万0740人 | 新庄 都市圏 8万4319人 | 金山町          |
| 真室川町           | 新庄 都市圏 9万1411人 | 新庄 都市圏 8万9673人 | 新庄 都市圏 8万7592人 | 新庄 都市圏 8万3909人 | 新庄 都市圏 9万0740人 | 新庄 都市圏 8万4319人 | 真室川町        |
| 鮭川村             | 新庄 都市圏 9万1411人 | 新庄 都市圏 8万9673人 | 新庄 都市圏 8万7592人 | 新庄 都市圏 8万3909人 | 新庄 都市圏 9万0740人 | 新庄 都市圏 8万4319人 | 鮭川村          |
| 戸沢村             | 新庄 都市圏 9万1411人 | 新庄 都市圏 8万9673人 | 新庄 都市圏 8万7592人 | 新庄 都市圏 8万3909人 | 新庄 都市圏 9万0740人 | 新庄 都市圏 8万4319人 | 戸沢村          |
| 大蔵村             | 新庄 都市圏 9万1411人 | 新庄 都市圏 8万9673人 | 新庄 都市圏 8万7592人 | 新庄 都市圏 8万3909人 | 新庄 都市圏 9万0740人 | 新庄 都市圏 8万4319人 | 大蔵村          |
| 舟形町             | 新庄 都市圏 9万1411人 | 新庄 都市圏 8万9673人 | 新庄 都市圏 8万7592人 | 新庄 都市圏 8万3909人 | 新庄 都市圏 9万0740人 | 新庄 都市圏 8万4319人 | 舟形町          |